# Anime- és mangarajongói közösség
Az anime- és mangarajongók globális közössége összefogja az anime és manga kedvelőit. Az anime olyan műfajt képvisel, amely animációs sorozatokat, filmeket és videókat foglal magában, míg a manga a képregények, rajzok és kapcsolódó műalkotások otthona. Az anime- és mangarajongás már az 1970-es évekre nyúlik vissza, és számos országban elterjedt, beleértve az Egyesült Államok, az Egyesült Királyságot, Franciaország, Olaszország, Spanyolország, Németország, Japán, Kína és Malajzia.

## Otaku
Az "Otaku" egy japán kifejezés, amely a megszállott érdeklődésű embereket, különösen az animével vagy mangával kapcsolatos rajongókat jelenti. A kifejezés eredeti szövegkörnyezetében egy másik házat vagy családot jelző japán kifejezésből, az "otaku" (お宅) tiszteletteljes második személyű névmásként való használatából ered. Az 1980-as években jelent meg a modern szlengforma, amelyet az előző használatától megkülönböztet, mivel csak hiragana (おたく) vagy katakana (オタク vagy ritkábban ヲタク) formájában, vagy ritkán rōmaji nyelven írták. Az "Otaku" kifejezést először az 1982-ben bemutatott "Macross" animében használták, ahol Lynn Minmay megtisztelő kifejezésként alkalmazta. Úgy tűnik, hogy Akio Nakamori humorista és esszéista alkotta meg 1983-as "An Investigation of "Otaku" (『おたく』の研究; Hepburn: "Otaku" no Kenkyū) sorozatában, amelyet a Manga Burikko lolicon magazinban publikáltak. Az olyan animátorok, mint Haruhiko Mikimoto és Shōji Kawamori, az 1970-es évek vége óta használták egymás között tiszteletteljes második személyű névmásként. Az "Otaku" kifejezés használata a japán lakosság körében kezdetben széles körben elfogadott volt, de az 1990-es években kezdett pejoratív és egyre inkább sértő jelentéstartalommal bírni, utalva arra, hogy egy személy szociálisan alkalmatlan. Az "Otaku" hasonlóan értelmezhető az angol "geek" vagy "nerd" kifejezésekhez.
Azonban a 2000-es évektől kezdve maguk az anime- és mangarajongók újra kezdték használni a kifejezést, de most általánosabb és pozitívabb értelemben. Ma már nemcsak a rajongók, hanem a rajongókon kívül állók is gyakran alkalmazzák az anime vagy manga kedvelőire. Hasonlóan az idősebb generáció otakuihoz, például Otaking (Az otakuk királya) Toshio Okada, az "Otaku Wa Sude Ni Shindeiru" (オタクはすでに死んでいる) című könyvében megjegyezte, hogy az önjelölt otakuk újabb generációja nem az igazi otakuk hiánya. A szenvedély és a mélyreható kutatás egy adott szubkultúra témáját jelenti, és csak a túlzottan termékekre költekező átlagos rajongókat kritizálja.

## A közösség története
Az anime- és mangarajongás legalább az 1970-es évekre vezethető vissza, amikor a Yamato űrcsatahajó sorozat rajongói összefogtak, hogy újra sugározzák azt, miután leállt a japán televízióban. Japánban az animét és a mangát összefoglalóan tartalomiparnak nevezik: az anime, a videójátékok, a manga és más kapcsolódó termékek különböző típusú médiák, melyek ugyanarra a tartalomra összpontosítanak.

### Angol nyelvű rajongói közösségek
Az angol nyelvű világ rajongói közössége az 1970-es években alakult ki, és folyamatosan nőtt. A japanofil Fred Patten szerint a legelső japán animációnak szentelt rajongói klub a Cartoon/Fantasy Organization volt, amely Los Angelesben indult el 1977-ben. A növekedését olyan hullámok jellemezték, amelyeket Gilles Poitras, valamint Bruce Lewis és Cathy Sterling sajátos "generációként" nevez meg, gyakran egy-egy alkotás által.
A Fülöp-szigeteken a GMA-7 elkezdte sugározni a Voltes V-t 1978-ban. Ez volt a filippínók első találkozása a japán animációval. A Voltes V hamar népszerűvé vált a Fülöp-szigeteki gyerekek körében, és ez a Super Robot műfajhoz kapcsolódó animesorozatok hirtelen népszerűségéhez vezetett az országban. 1979-ben, a sorozat befejezése előtt, Ferdinand Marcos akkori elnök négy epizód betiltásával reagált, állítólag az erőszakosság és háborús témák miatt, amelyek a sorozatban megjelentek. Azonban ez nem akadályozta meg a filippínókat az anime iránti növekvő szeretetükben, és ez vezetett az anime és manga nagy népszerűségéhez a Fülöp-szigeteken.
Poitras az első generációt "Astro Boy Generation"-ként azonosítja. Annak ellenére, hogy az Astro Boy volt az első és legnépszerűbb japán animációs televíziós sorozat, nem hozott létre sok elkötelezett rajongót. Az "Early Fans" vagy "Old Timers" generációhoz tartoznak, akik olyan címeket fogyasztottak, mint a Speed Racer, a Eighth Man és a Battle of the Planets. Ezek a rajongók már tudatában voltak annak, hogy japán tartalmat fogyasztanak, és aktívan keresték a továbbiakat. A "Yamato" vagy "Star Blazers" generáció a Yamato Űrcsatahajó sorozat nézése során alakult ki, amelyet eredetileg 1979–80-ban sugároztak. Poitras szerint ez a generáció különösen hűséges volt, mert a Star Blazers erős narratívája miatt a nézőket arra kötelezte, hogy ne hagyjanak ki egyetlen epizódot sem. A Robotech generáció Poitras szerint az 1985-ös televíziós sorozat után jött létre. A Robotech az egyik első jelentős generáció volt az Egyesült Államokban, amely kifejezetten japán termékként ismerte fel az animét, és jelentős különbségekkel rendelkezett az amerikai animációhoz képest. Az 1980-as években ennek a generációnak és a Yamato-generációnak a rajongói tették ki a szervezett rajongás jelentős részét. Az Akira című film, amelyet 1989 decemberében mutattak be a mozikban, kultuszt hozott létre, és Poitras az ezt követő rajongókat "Akira-generációnak" nevezi. Az Akira inspiráció volt más művekhez, de egyeseket megállított, hogy a szemükben izolált alkotássá váljanak, elhomályosítva az anime és manga kreatív környezetét, amelyet képviseltek.
Az 1990-es években Poitras észlelte, hogy "valami új történik az Egyesült Államokban", és megszületett a "Sailor Moon Generation". A korábbi generációk főként egyetemista korú rajongókból álltak, azonban 1995-ben, amikor a Sailor Moont angolra adaptálták, már az általános iskolás korosztályban is megnyerte az emberek figyelmét, különösen a nők között. Néhány hónapon belül drámai változás következett be a rajongói demográfia terén, és az érdeklődési körük szélesedése mellett megjelentek az angol nyelvű címek is. Poitras, Lewis és Sterling a jelenlegi rajongói generációt "Otaku-generációként" írja le, azonban nem feltétlenül alkalmazzák az "otaku" kifejezést a jelenlegi rajongókra. Ennek a generációnak a múltbeli megjelenése a televízióban eléggé szokatlan volt ahhoz, hogy a rajongók gyakran különlegesnek emlékezzenek az első anime-élményükre. Poitras megjegyzi, hogy az "Otaku-generáció" óta a rajongók beáramlása inkább folyamatos áramlásként jellemzi, és kevésbé szünetekkel, mint a korábbi hullámokban történt.
A japán anime televíziós sorozatok maratoni nézése évtizedek óta az animerajongás általános trendje, melynek gyökerei az 1970-es évek végéig, az 1980-as évekig nyúlnak vissza. Egy korai amerikai anime cosplayer, Karen Schnaubelt, szerint a japán animéket "hihetetlenül nehéz volt beszerezni", mivel "a tévéadáson kívül semmi más nem volt elérhető". Azonban a hetvenes évek végén általánosan elérhetővé váltak a VHS-videók, lehetővé téve a rajongók számára, hogy animeműsorokat importáljanak Japánból. Schnaubelt megjegyezte, hogy egy barátjuk "felvette az epizódokat", majd "egy csoportjuk összegyűlt a lakásában, és megnézte az epizódok maratonját". Az 1980-as években a képregénykonferenciákon és a sci-fi találkozókon a rajongók magukkal vittek videokazettákat, hogy maratoni anime vetítéseket tartsanak. Például a BayCon 1986 egy 80 órás anime maratont rendezett. Ez az időszak hozzájárult a maratoni nézés kultúrájának kialakulásához, ahol a rajongók közösen élvezhetik az anime sorozatokat hosszabb időszakok alatt.
Mike Tatsugawa, a Society for the Promotion of Japanese Animation alapítója és vezérigazgatója szerint az első mérföldkő az anime számára az Egyesült Államokban az 1980-as években következett be az Internet megjelenésével. Az internet lehetővé tette, hogy a rajongók könnyebben kommunikáljanak egymással, és így hatékonyabban cserélhessék meg a feliratozott kazettákat és az anime jobb minőségű változatait. Néhány szakértő, mint például Susan Napier, a japán nyelv és irodalom professzora, Akira-t jelöli meg az első mérföldkőként. Azonban a legtöbb szakértő egyetért abban, hogy a következő fontos mérföldkő 1992-ben következett be, amikor a US Renditions filmimportőr kiadta az első angol feliratos anime videokazettát Gunbuster címmel még abban az évben. Tatsugawa szerint a Gunbuster sikere jelentős változásokat hozott és elősegítette az anime szélesebb körű elterjedését.

### Európai rajongói közösségek (Franciaország, Olaszország, Spanyolország és Németország)
Az 1970-es években a japán animáció főként olyan produkciókkal érte el Európát, melyeket főként európai és japán gyerekeknek szántak. A kiemelkedő eredmények közé tartoztak a Heidi, Vicky the Viking és a Barbapapa. Annak ellenére, hogy ezeket a műveket nem ismerték el japán produkcióként, és nem vívtak ki jelentős rajongótábort, Olaszországban, Spanyolországban és Franciaországban növekedett az érdeklődés a japán animációk iránt. Ennek oka lehetett a korábbi koprodukciók sikere, Japán termelékenysége és az amerikai animációhoz képest olcsóbb eladási ára. Különösen Olaszország volt az, amely importálta a legtöbb animét Japánon kívülre. A Super Robot műfaj, például az UFO Robot Grendizer és a Mazinger Z, hasonlóan a Fülöp-szigetekhez, rendkívül népszerűvé vált. Azonban más műfajok is bekerültek a palettába, mint az űroperák, például a Harlock kapitány, a shojo show-k, mint a Candy Candy és a Rose of Versailles, a sportok, mint a Tsubasa kapitány, és még sok más. Németország azonban főként elutasította a Nippon Animation nyugati irodalmi adaptációitól eltérő animéket, például a Speed Racer és a Captain Future, amelyek problémásnak bizonyultak. Csak a kábeltelevízió elterjedésekor, a 90-es években kerültek műsorra olyan japán sorozatok, mint a Queen Millennia és a Rose of Versailles. Ebben az időszakban a német gyerekek egy generációja között erős affinitás alakult ki az egyedi japán produkciók iránt.

## Az anime és a manga vonzereje
Az anime grafikája az egyik fő vonzereje; egyes rajongók szerint annak vizuális minősége jobb, mint az Egyesült Államokban készült animációs sorozatok többségében, míg mások figyelmen kívül hagynak minden nem japán animációt. Egy rajongó azt írta, hogy az animében az a vonzó, hogy "nincs választóvonal a speciális effektusok és a valóság között... csak olyan, ahogy valaki elképzelte". Az Anime Fringe tartalomszerkesztője, Holly Kolodziejczak leírta, hogy lenyűgözi az anime mélysége, ami eltér a korábban látott rajzfilmektől: "a szereplőknek valódi személyiségük volt, saját érzéseik és motivációik voltak tetteikhez, erősségeik és hibáik, amelyek javították karaktereiket. Inkább valódi emberekhez hasonlítottak, így az emberek sokkal könnyebben tudtak azonosulni velük." Larry Green, a Nausicaa.net munkatársa egyetértett, és hozzátette, hogy az anime felnőtteknek és gyerekeknek egyaránt szól, míg az Egyesült Államokban az animáció hagyományosan gyerekeknek szól. Azt is kijelentette, hogy az anime nagy léptékű gyártása miatt bármelyik néző találhat majd kedvére valót.
Susan J. Napier, a japán nyelv és irodalom professzora kijelentette, hogy az animerajongók "olyan kultúrában találnak menedéket, amely eltér a tipikus amerikai életmódtól". Rámutatott, hogy a japán kultúra iránti rajongás nem új fogalom, és már a 19. század közepe óta létezik. Egy példa erre Claude Monet 1876-os "La Japonaise" című festménye, amelyen Monet felesége kimonót visel, a háttérben japán kézi legyezőkkel. Napier úgy jellemezte ezt a Japán iránti érdeklődést, mint "menekülést az ipari forradalom elől... lelkipásztori utópia" sok európai számára.

### Rajongói szolgáltatások
A rajongói szolgáltatások olyan tartalmakat jelentenek egy sorozatban, amelyeket szándékosan hozzáadnak a közönség élvezetéért. Bár a rajongói szolgáltatások általában szexuálisan provokatív jelenetekre vonatkoznak, általánosabban utalnak a csekély cselekményértékű eseményekre is, melyek a nézők felizgatását vagy egyszerűen csak észrevételét célozzák, például nagy robbanások és csatajelenetek. Amikor az animéket és a mangákat angolra fordítják az amerikai cégek, gyakran szerkesztik az eredeti művet, hogy eltávolítsák belőle a rajongói szolgáltatás egy részét, és így megfelelőbbé tegyék az amerikai közönség számára. Mike Tatsugawa ezt a változást a Japán és az Egyesült Államok kulturális értékei közötti különbségnek tulajdonítja. Egyesek úgy vélik, hogy a rajongói szolgáltatások elterjedtsége az érettség hiányát jelzi a rajongók körében; a Del Rey Manga szerkesztője például viccelődött azzal, hogy a Negima manga!, amely rajongói szolgáltatásokat tartalmazott, a „16+ éretlen olvasók” besorolás helyett inkább „16+ érett olvasók” kategóriába tartozna.

## Rajongói alkotások

### Dōjin
A dōjin azon rajongók alkotásait jelenti, amelyeket gyakran dōjineseményeken keresztül vásárolnak és adnak el. Ezek a dōjinalkotások különféle formákat ölthetnek, beleértve a doujinshit (doujin magazin, lehet manga, regény vagy esszé), doujinsoft (doujin játékok és szoftver), doujin zene és doujin anime. A dōjinesemények célja, hogy segítsék az alkotókat a mangák kereskedelmi terjesztésében, kiadó nélkül. A világ legrégebbi és legnagyobb dōjineseménye a Comic Market, ismertebb nevén Comiket. A Comiket 97 vásár (2019. december) Tokióban, Japánban összesen körülbelül 750 000 látogatót vonzott.

## Tanulás Japánról

### Nyelv
Az anime és a manga sok fiatalt ösztönzött a japán nyelv megtanulására. Az 1970-es években megalapították Naoka Takaya Saskatoon Japanese Language Schoolját, amelynek diákköre elsősorban japán-kanadaiakból állt, akik érdeklődtek nyelvtudásuk csiszolása iránt, hogy visszatérhessenek Japánba. A nyelv népszerűsége azonban fokozatosan nőtt; a japán nyelvvizsgát először 1984-ben tartották, válaszul a szabványosított japán nyelvi bizonyítvány iránti növekvő keresletre. Yuki Sasaki, aki a Georgiai Egyetem japán nyelvi programjában dolgozik, megjegyezte, hogy amikor 1994-ben először részt vett a programban, a legtöbb hallgató a japán nyelv iránti érdeklődését az üzleti szakokon belül mutatta meg; azonban 2004-ben a diákokat inkább az izgatja, hogy "a japán popdalok szövegét fordítsák, és lelkesen beszéljenek a Cardcaptor Sakura japán anime karakteréről, Sakura Kinomotóról." Ezt az érzést visszhangozva Takaya azt is kijelentette, hogy diákjainak körülbelül 60%-a az anime miatt tanul japánul.

## Technológia és az internet
Az Internet fejlődése jelentős hatást gyakorolt az animerajongói közösségre és az anime fogyasztási szokásokra. Az anime iránti rajongás inspirálta a technológiai fejlesztéseket is. A rajongók mintegy 68%-a szerez animét az internetről vagy barátaikon keresztül, ami jóval magasabb arány, mint más médiumoknál. Ennek eredményeként az animerajongók olyan fejlesztéseket hoztak létre a peer-to-peer szoftverek terén, amelyek gyorsabbá teszik az anime online keresését és letöltését. Egyes rajongók olyan webhelyeket alakítottak ki, amelyek egyedi szervert használnak a videótükrök és új epizódok internetes kereséséhez, hasonlóan a keresőmotorokhoz, amelyek az interneten található információkat gyűjtik össze és rögzítik az adatbázisban. Ezek a keresők naprakészen tartják az összes epizódot. A Sailor Moon animefilmes adaptációjához először a VirtualDub videórögzítő és -feldolgozó segédprogramot alkalmazták. A vágy, hogy szimulálják az anime és manga minden formáját, hozta létre a Ren'Py-t, egy nyílt forráskódú szoftvermotort, amely lehetővé teszi vizuális regények készítését programozási háttér nélkül. Az animerajongók továbbfejlesztették a képfelskálázó eszközöket is, néhányan pedig mesterséges intelligenciát alkalmaznak. Ilyen eszközök például a waifu2x, a Bigjpg és az Anime4K. A Combined Community Codec Pack (CCCP) eredetileg az animerajongók számára készült lejátszásra.
Számos online közösség alakult ki, ahol az animerajongók összegyűlhetnek, megoszthatják élményeiket és interakcióba léphetnek egymással. Fájlmegosztó szolgáltatásokat kínáló webhelyek, ahol könnyen hozzáférhetnek animékhez és mangákhoz, népszerűek és befolyásosak lettek. Az anime- és mangarajongók közösségi oldalakat is létrehoztak, ahol megoszthatják rajongói alkotásaikat, ez pedig az egyik leggyakoribb módja annak, hogy kifejezzék az anime iránti szeretetüket. Ezen közösségek gyakran többet nyújtanak, mint egyszerű fájlmegosztást. Hasonlóan más internetes fórumokhoz, itt is olyan témákról beszélnek, amelyek érdeklik őket, és amelyekről többet szeretnének tudni. Az animefórumok olyan helyekké váltak, ahol az emberek beszélgethetnek az anime és manga cselekményéről, karaktereiről és stílusairól. A 2010-es évektől kezdve sok animerajongó széles körben használja a közösségi média platformokat, mint például a YouTube, a Facebook, a Reddit és a Twitter (amely kiegészült egy "anime és manga" kategóriával), hogy megbeszéljék és kövessék kedvenc anime és manga sorozataik legfrissebb híreit.
Japánban az anime vitafórumok népszerűek voltak a 2000-es években, és 2009-ben a Haruhi Suzumiya anime adaptációjának rajongói népszerűsítették őket a közösség internetező részének japán nyelvű oldalával.

## Városnézés Japánban

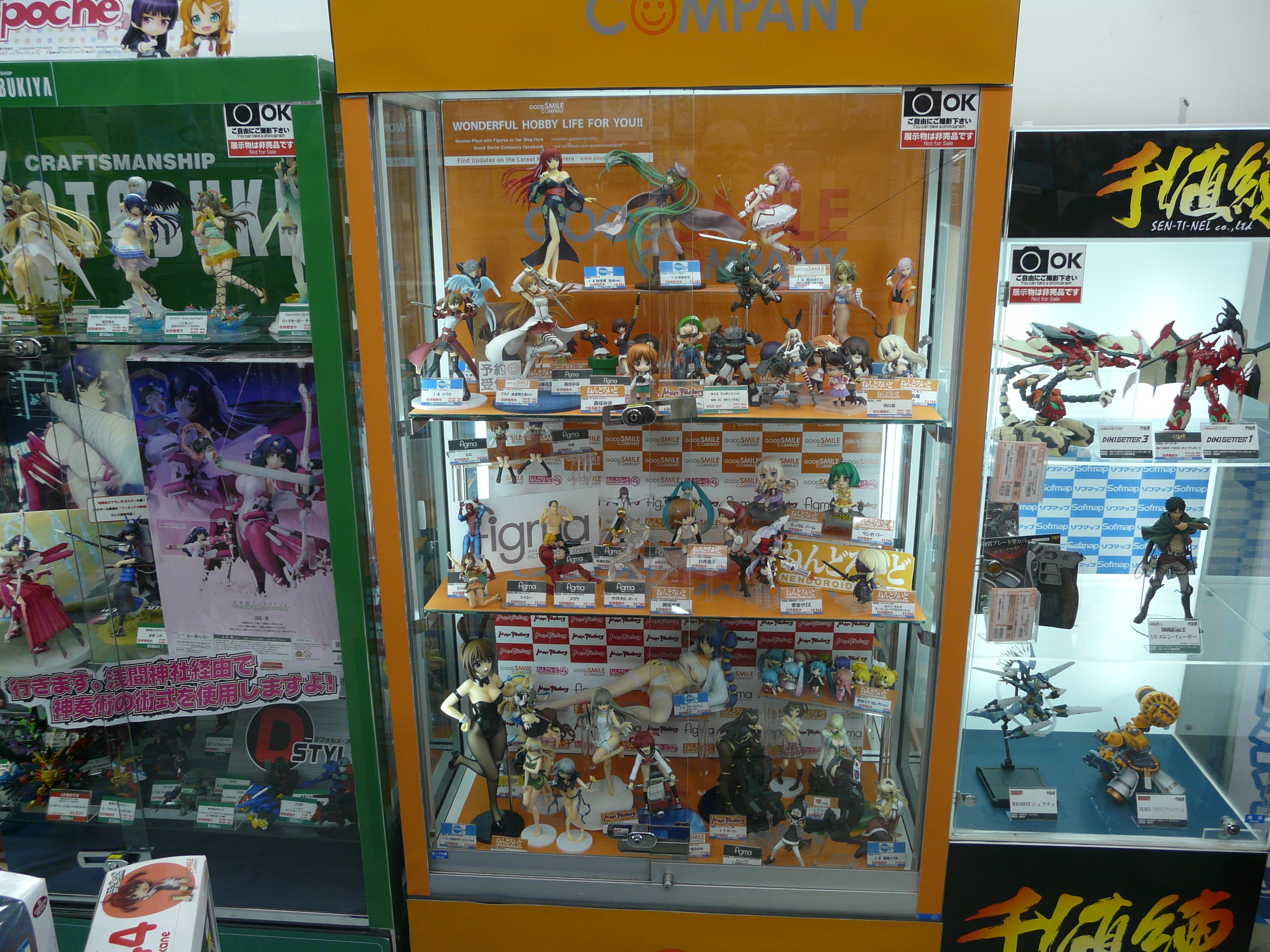
Vitrinek tipikus japán anime- és mangafigurákkal Akihabarában

Sok animéról álmodó rajongó vágyik arra, hogy egyszer Japánba látogathasson. Számos elismert japán utazási iroda indított anime túrákat az érdeklődők számára. A Pop Japan Travel céget például 2003-ban alapították annak érdekében, hogy segítsen ügyfeleinek felfedezni Japán tartalomiparát, beleértve az animéket, játékokat, ételeket és divatot. A cég lehetőséget biztosít az utazóknak, hogy stúdiókat látogassanak, találkozzanak művészekkel, és részt vegyenek különböző eseményeken. Japánban számos múzeum található, amelyek az animációs iparnak szenteltek, például a tokiói Suginami Animációs Múzeum és a Hyogo prefektúrában található Tezuka Osamu Manga Múzeum. Ezen kívül számos hely létezik, ahol az emberek animével kapcsolatos tevékenységeket élvezhetnek, mint például kapcsolódó áruk vásárlása vagy anime főcímdalok éneklése. A rajongók gyakran látogatnak el azokra a helyekre is, amelyek az adott animék színhelyéül szolgálnak, vagy olyan helyekre, ahol élőszereplős filmeket forgattak. A Lucky Star például 2007 áprilisától kezdve élőszereplős beállításai miatt sok rajongóját vonzotta.

## Fordítás
Ez a szócikk részben vagy egészben  az   Anime and manga fandom című angol Wikipédia-szócikk ezen változatának fordításán alapul.  Az eredeti cikk szerkesztőit annak laptörténete sorolja fel. Ez a jelzés csupán a megfogalmazás eredetét és a szerzői jogokat jelzi, nem szolgál a cikkben szereplő információk forrásmegjelöléseként.

## Kapcsolódó szócikk
- Cosplay